# Renato Bacigalupo
Renato Bacigalupo   (Rapallo, 8 de juliol de 1908 - Rapallo, 6 d'octubre de 1979) va ser el millor nadador d'Itàlia en la categoria de llarga distància de l'estil lliure (400 i 1.500 metres) fins a l'aparició de Paolo Costoli. Entre 1924 i 1928 va ser quatre cops campió d'Itàlia dels 400 metres, tres dels 1500 i una de relleus 4x200. Quan tenia 16 anys va participar en els Jocs Olímpics d'Estiu de 1924 a París i aquell mateix any va guanyar a les categories de 400 i 1.500 metres d'estil lliure a Itàlia. Tornà a ser campió el 1925 i també el 1926, la qual cosa li va permetre de participar en els campionats europeus de Budapest el 1926.

## Resultats
| Jocs Olímpics           | 400 m estil lliure | 1.500 m estil lliure    | 4 × 200 m estil lliure          |
| París 1924 · França     | ---                | elim. en sèries 23'04"4 | elim. en semifinals - 11'00"4 : |
| Campionats europeus     | 400 m estil lliure | 1.500 m estil lliure    | 4 × 200 m estil lliure          |
| Budapest 1926 · Hongria | ---                | ---                     | 5è - 10'49"5 :                  |
| Bolonya 1927 · Itàlia   | 5è 5'35"0          | elim. en sèries 22'30"8 | 4t - 10'19"0 :                  |